# Дені Меллор
Дені Меллор (нар. 13 квітня 1971) — австралійський художник, який став переможцем у 2009 році на National Aboriginal & Torres Strait Islander Art Award. Народився у Маккей, Квінсленд, Меллор виріс у Шотландіі, Австралія і Південна Африка перед вступом у третину навчання у Школі Мистецтв Північної Аделаїди, Австралійський Національний Університет (ANU) і Бірмінгемському Інституті Мистецт та Дизайну. Потім він взяв пост читання лекцій у Сіднейському Коледжі Мистецтв. Він працював у різних напрямках, включаючи гравірування, малювання, живопису та скульптури. Вважається ключовим в корінному австралійському мистецтві, головною темою в творчості Меллора це відносини між корінними та не корінними австралійськими культурами.